# My Little Pony: Magic Princess
My Little Pony : Magic Princess, parfois appelé My Little Pony : Les amies, c'est magique (jeu vidéo) est un jeu vidéo basé sur la série télévisée animée du même nom, qui a été développé par Gameloft pour la plupart des appareils iOS et Android et est recommandé aux enfants âgés de 5 à 12 ans. Le jeu est sorti officiellement le 8 novembre 2012. 

## Développement
Le jeu a été mis à jour à de multiples reprises, ce qui a permis d'inclure du contenu supplémentaire tel que de nouveaux poneys, des mini-jeux, des aventures, des bâtiments et des quêtes. Le jeu est basé sur les épisodes "Hearth's Warming Eve", "A Canterlot Wedding (en)", "Magical Mystery Cure (en)", "Princess Twilight Sparkle", "Sisterhooves Social" et les longs métrages My Little Pony: Equestria Girls et My Little Pony, le film,. Des intrigues spéciales, basées sur les épisodes "A Hearth's Warming Tail (en)", "A Canterlot Wedding", "The Crystal Empire (en)", "The Return of Harmony (en)" et le long métrage My Little Pony: Equestria Girls – Legend of Everfree, ont également été ajoutées. Des personnages de la bande dessinée My Little Pony : Friendship is Magic ont également été introduits, ainsi qu'une poignée de personnages exclusifs au jeu. Les personnages principaux du jeu vidéo sont Twilight Sparkle, Rainbow Dash, Pinkie Pie, Fluttershy, Rarity et Applejack. 
Hasbro et Gameloft avaient annoncé un partenariat de licence en juin 2012, qui permettait à ce dernier de développer des jeux basés sur les propriétés de Hasbro ; cette annonce a révélé qu'un des premiers jeux était celui basé sur My Little Pony : Friendship Is Magic, pour la plupart des appareils mobiles, pour arriver finalement avant la fin de 2012. 

## Accueil
Michelle Starr de CNET Australia a été beaucoup plus critique sur la nature freemium du jeu : pour progresser dans les quêtes, le joueur doit acheter certains personnages, dont certains peuvent nécessiter des gemmes à acheter ou à vendre. Bien que le joueur continue de gagner de l'expérience, de gagner des niveaux, de gagner des récompenses et de gagner des gemmes de toute autre manière sans avoir besoin de payer de l'argent supplémentaire, le temps nécessaire pour collecter suffisamment de gemmes peut être extrêmement long ; Starr Welton avait estimé qu'un joueur devrait jouer pendant au moins 3 ans pour pouvoir gagner suffisamment de gemmes pour pouvoir obtenir le dernier personnage requis, ou sinon il peut dépenser environ 30 $ US pour les acheter directement. Starr Welton a supposé que la mécanique obligera le joueur à investir beaucoup d'argent dans le jeu, ou qu'il devra l'abandonner lorsqu'il ne pourra plus progresser facilement. De même, Harley Ogier de Stuff.co.nz a critiqué le système de prix original du jeu, reconnaissant l'investissement monétaire ou en temps nécessaire simplement pour collecter les gemmes et l'histoire principale, et que ce type de monétisation est à la fois insultant pour les joueurs adultes et frustrant pour les jeunes enfants qui ne savent pas pourquoi ils ne peuvent pas jouer ou finir le jeu. Peter Wellington de Pocket Gamer a également déploré que le rythme du jeu en termes d'obtention de bits et d'autres trésors pour s'étendre est très lent, et, même si la principale source de bits sont principalement les mini-jeux, cela peut rendre le jeu très ennuyeux pour très peu de récompense, même après avoir joué environ une semaine.
En réponse aux plaintes sur le coût, Gameloft a également publié un changement dans la tarification qui était dans la boutique en jeu au début de Décembre 2012, spécifiquement en réduisant le coût des poneys qui nécessitent des gemmes par une très grande quantité ; par exemple, Rainbow Dash, l'un des poneys principaux qui est nécessaire pour terminer le mode histoire du jeu, a été abaissé de 500 gemmes à 90 gemmes. Le prix est toujours considéré comme élevé, soit parce que l'utilisateur doit attendre plusieurs mois pour collecter une douzaine de gemmes, soit parce qu'il doit payer de l'argent réel pour acheter les gemmes, ce qui remet en question le modèle "freemium" utilisé par la plupart des entreprises comme Gameloft. Gameloft, en réponse aux plaintes après la réduction du coût des gemmes, a estimé que la plupart d'entre elles provenaient des fans plus âgés de la série qui préféraient terminer le jeu excessivement et rapidement, au lieu d'avoir eu leur public cible de jeunes filles ; Lewis Digby de Gameloft a déclaré que la plupart des jeux sont censés être gratuits, et que « nous devons vendre plus de contenu en jeu si nous voulons être rentables ». En mars 2013, il a été téléchargé plus de 5,4 millions de fois. En 2016, ce chiffre est passé à 40 millions. À ce jour (avril 2025), il a dépassé les 50 millions de téléchargements sur le Google Play Store.